# Ширяево (Волоколамский район)
Ширяево — деревня в Волоколамском районе Московской области России.
Относится к сельскому поселению Чисменское, до муниципальной реформы 2006 года относилась к Анинскому сельскому округу. Население — 1 чел. (2010).

## Население
| 1852 | 1859 | 1926 | 2002 | 2006 | 2010 |
| ---- | ---- | ---- | ---- | ---- | ---- |
| 129  | →129 | ↘65  | ↘0   | ↗1   | →1   |

## Расположение
Деревня Ширяево расположена примерно в 10 км к юго-востоку от центра города Волоколамска. В деревне две улицы — Академиков и Старая, зарегистрировано одно садовое товарищество. В 2 км западнее деревни расположена платформа Дубосеково Рижского направления Московской железной дороги. Ближайшие населённые пункты — деревни Морозово, Петелино и посёлок при станции Дубосеково.

## Исторические сведения
В «Списке населённых мест» 1862 года Ширяево — владельческая деревня 2-го стана Волоколамского уезда Московской губернии по правую сторону почтового Московского тракта (из Волоколамска), в 10 верстах от уездного города, при колодце, с 20 дворами и 129 жителями (60 мужчин, 69 женщин).
По данным на 1890 год входила в состав Аннинской волости Волоколамского уезда, число душ мужского пола составляло 67 человек.
В 1913 году в деревне насчитывалось 16 дворов.
По материалам Всесоюзной переписи населения 1926 года — деревня Иванцевского сельсовета Аннинской волости, проживало 65 жителей (20 мужчин, 45 женщин), насчитывалось 16 крестьянских хозяйств.
С 1929 года — населённый пункт в составе Волоколамского района Московской области.